# Aarti Mann
Aarti Majmudar Mankad, más conocida como Aarti Mann o Aarti Majmudar (Connecticut, 3 de marzo de 1978), es una actriz estadounidense conocida por su aparición en programas de televisión como Héroes y The Big Bang Theory, donde interpreta a Priya Koothrappali.
Educada en la Tisch School of the Arts, en la Universidad de Nueva York, Aarti comenzó a actuar a mediados de la década de 2000, inicialmente interpretando papeles menores. Utiliza los nombres de Aarti Majmudar y Aarti Mann como sus nombres artísticos.

## Biografía
Se mudó con su familia a Pittsburgh cuando era una niña. Se establecieron en el borough de Fox Chapel, donde su madre, Vasanti Majumdar, obstetra/ginecóloga de UPMC, todavía vive. Su padre falleció cuando ella estaba en secundaria.

## Carrera
Mann comenzó a actuar a mediados de la década de 2000, inicialmente desempeñando unos papeles de menor importancia. Aarti usa los dos nombres Aarti Majumdar y Aarti Mann como su nombre profesional. 
Aarti dijo esto sobre ser médicos ella y sus hermanos:

Soy hija de dos médicos indios e inmigrantes y tengo una hermana mayor y un hermano menor y ninguno de nosotros ha dedicado a la medicina como carrera.

## Filmografía

### Cine
| Año  | Título                  | Personaje       | Notas        |
| ---- | ----------------------- | --------------- | ------------ |
| 2006 | The Memsahib            | Mirabai         |              |
| 2006 | Monsoon                 | Radio announcer | Cortometraje |
| 2007 | The Punching Dummy      | Judy            | Cortometraje |
| 2009 | Ner Tamid               | Laura Mann      | Cortometraje |
| 2009 | Todays's Special'       | Henna           |              |
| 2011 | Pox                     | Mirabai         |              |
| 2011 | Worker Drone            | Neela           | Cortometraje |
| 2012 | The Monogamy Experiment | Rebecca Behari  |              |

### Televisión
| Año       | Título                     | Personaje           | Notes                                    |
| --------- | -------------------------- | ------------------- | ---------------------------------------- |
| 2008      | Quarterlife                | Sarita              | 1 capítulo (Home Sweet Home)             |
| 2009      | Héroes                     | Shaila              | 1 capítulo (Chapter Three 'Building 26') |
| 2010      | The Young and the Restless | Doctor              | 1 capítulo (Episode #1.9329)             |
| 2010-2011 | The Big Bang Theory        | Priya Koothrappali  | 12 capítulos                             |
| 2012      | Suits                      | María Monroe        |                                          |
| 2012      | Leverage                   | Waitress Amy Pavali | 1 capítulo (The Broken Wing Job)         |
| 2017      | Grey's Anatomy             | Holly Harner        | 1 capítulo                               |
| 2020      | Yo nunca (serie)           | Jaya Kuyavar        | 1 capítulo                               |

the good doctor and El Novato